# Бутервилије
Бутервилије (фр. Boutervilliers) насеље је и општина у Француској у региону Париски регион, у департману Есон која припада префектури Етан.
По подацима из 2011. године у општини је живело 379 становника, а густина насељености је износила 54,07 становника/km². Општина се простире на површини од 7,01 km². Налази се на средњој надморској висини од 153 метара (максималној 155 m, а минималној 88 m).

## Демографија
| 1962. | 1968. | 1975. | 1982. | 1990. | 1999. | 2011. |
| ----- | ----- | ----- | ----- | ----- | ----- | ----- |
| 154   | 175   | 213   | 270   | 282   | 293   | 379   |

График промене броја становника у току последњих година